# Badra Ali Sangaré
Badra Ali Sangaré (Bingerville, 1986. május 30. –) elefántcsontparti válogatott labdarúgó, jelenleg a dél-afrikai Free State Stars kapusa.

## Pályafutása
Badra Ali Sangaré az elefántcsontparti  Bingerville-ben született. Az Académie J-M Guillou csapatában kezdett játszani, majd első profi szerződését az ES Bingerville csapattal kötötte. 2006-ban a thaiföldi első osztályban szereplő Chonburi FC klubhoz szerződött, ahol egy évig játszott. Ezt követően, 2007. március 9-én a BEC Tero Sasana FC-hez írt alá. 2008. december 29-én, szerződése lejárta után otthagyta Thaiföldet. Ezután fél évig a belga Olympic Charleroi-nál játszott, majd 2009 júliusában a Séwé Sports de San Pedro csapatához került.

## Fordítás
- Ez a szócikk részben vagy egészben  a   Badra Ali Sangaré című angol Wikipédia-szócikk fordításán alapul.  Az eredeti cikk szerkesztőit annak laptörténete sorolja fel. Ez a jelzés csupán a megfogalmazás eredetét és a szerzői jogokat jelzi, nem szolgál a cikkben szereplő információk forrásmegjelöléseként.